# A Bigger Bang
A Bigger Bang je 22. britské a 24. americké studiové album skupiny The Rolling Stones. Album vyšlo v září 2005, kdy navázalo na Bridges to Babylon z roku 1997 a až do roku 2016 bylo posledním studiovým albem této skupiny.

## Seznam skladeb
| Pořadí | Název                        | Autor            | Délka |
| ------ | ---------------------------- | ---------------- | ----- |
| 1.     | Rough Justice                | Jagger, Richards | 3:11  |
| 2.     | Let Me Down Slow             | Jagger, Richards | 4:16  |
| 3.     | It Won't Take Long           | Jagger, Richards | 3:54  |
| 4.     | Rain Fall Down               | Jagger, Richards | 4:53  |
| 5.     | Streets of Love              | Jagger, Richards | 5:10  |
| 6.     | Back of My Hand              | Jagger, Richards | 3:32  |
| 7.     | She Saw Me Coming            | Jagger, Richards | 3:16  |
| 8.     | Biggest Mistake              | Jagger, Richards | 4:06  |
| 9.     | This Place Is Empty          | Jagger, Richards | 3:12  |
| 10.    | Oh No, Not You Again         | Jagger, Richards | 3:46  |
| 11.    | Dangerous Beauty             | Jagger, Richards | 3:48  |
| 12.    | Laugh, I Nearly Died         | Jagger, Richards | 4:54  |
| 13.    | Sweet Neo Con                | Jagger, Richards | 4:33  |
| 14.    | Look What the Cat Dragged In | Jagger, Richards | 3:57  |
| 15.    | Driving Too Fast             | Jagger, Richards | 3:56  |
| 16.    | Infamy                       | Jagger, Richards | 3:47  |

## Obsazení
- Mick Jagger – zpěv, doprovodný zpěv, kytara, harmonika, klávesy, baskytara, perkuse
- Keith Richards – kytara, doprovodný zpěv, klávesy, baskytara, perkuse, zpěv
- Ronnie Wood – kytara
- Charlie Watts – bicí
- Darryl Jones – baskytara
- Chuck Leavell – klavír, varhany
- Blondie Chaplin – doprovodný zpěv
- Matt Clifford – klávesy, programming, vibrafon
- Lenny Castro – perkuse
- Don Was – klavír